# 定遠道行軍
定遠道行軍為中國古代唐朝對阿拉伯帝国倭马亚王朝東擴的西征軍事計劃。

## 背景
開元元年(公元713)中國唐朝唐玄宗欲恢復中國在中亞上的統治地位。他即位時當時是唐朝的鼎盛時期，吐蕃和後東突厥對唐朝的威脅都已相對減輕，而阿拉伯帝国倭马亚王朝的威脅則有增無減。阿拉伯帝國倭马亚王朝的東擴形勢迫使唐朝重新強化西北邊防體系，組織對阿拉伯帝國倭马亚王朝的反攻。開元元年(公元713)，唐朝設立磧西節度使，任用阿史那彌射之孫阿史那獻為節度使，首次組織對阿拉伯擴張的反攻行動——「定遠道行軍」，阿史那獻為定遠道行軍大總管。阿史那獻留北庭都護郭虔環守庭州，親自統兵西征。

## 過程
開元二年(公元714年)，阿史那獻平定了西突厥首領都坦叛亂，收復碎葉(今吉爾吉斯托克馬克市西南8公里處)。到了開元三年(公元715年)阿拉伯和吐蕃共立阿了达为拔汗那（费尔干纳谷地）王，调集军队进攻拔汗那。原来的拔汗那王兵败之后，奔往唐朝安西都护府求救。而唐朝監察御史郭孝嵩對當時的安西都護呂休璟說：「不救則無以號令西域。」，於是統一調動安西、北庭兩道四鎮三軍以及西域諸蕃國兵力，進軍中亞的河中地區，發生了拔汗那之戰。
拔汗那之戰過後阿史那獻因作戰失利被免去磧西節度使職務，但保留定遠道行軍大總管稱號。後來唐朝開始起用北庭都護郭虔環來主持「定遠道行軍」的西征軍事行動。郭虔環就職前，向唐廷「奏請募關中兵一萬人往安西討擊，皆給公乘（爵位名，分20等級），兼供熟食」唐玄宗皆予許諾。開元四年(公元716年)，所募官兵到達安西（庫車），由慶王李琮受任遙領安西大都護，郭虔環為安西副大都護、四鎮經略大使，全權主持西征軍事行動。

## 結局
然而此時中亞的形勢已大變。阿拉伯帝國倭马亚王朝新任哈里發蘇萊曼-伊本一世起用洞悉河中形勢的耶濟德為呼羅珊總督，唐朝的西征討擊「竟無克獲之功」，定遠道行軍計劃形同廢除。